# Sergio Argüello
Pour les articles homonymes, voir Argüello.
Argüello  Salazar est un nom espagnol. Le premier nom de famille, en général paternel, est Argüello ; le second, en général maternel, souvent omis, est Salazar.
Sergio Carlos Argüello Salazar, né le 17 avril 1993, est un coureur cycliste colombien.

## Palmarès sur piste

### Championnats de Colombie
- Cali 2015
  -  Champion de Colombie du scratch[1]